# Tetsuya Nishiwaki
Tetsuya Nishiwaki (født 22. maj 1977) er en tidligere japansk fodboldspiller.
Han har spillet for flere forskellige klubber i sin karriere, herunder Omiya Ardija.